# Rati Andronikashvili
Rati Andronikashvili (Tbilisi, Georgia, 19 de marzo de 2001) es un baloncestista georgiano que pertenece a la plantilla del Obradoiro de la Primera FEB española. Con 1,93 metros de estatura, juega en la posición de base. Es internacional con la selección de Georgia.

## Trayectoria deportiva

### Inicios
Andronikashvili se formó en la cantera del Saski Baskonia. En noviembre de 2018, con apenas 16 años se incorpora al Nissan Grupo de Santiago de Liga EBA, filial del San Pablo Burgos, en el que solo permanece un mes.
En la temporada 2019-20, se enrola en las filas del Ionikos Nikaias B.C. de la A1 Ethniki.
Andronikashvili firmó por el BC Rustavi de la Superliga de Georgia en el que promedió 7 puntos, 1 rebotes y 1 asistencia por partido.
En mayo de 2020, se marcha a Estados Unidos e ingresa en la Universidad Creighton, situada en Omaha, Nebraska, para jugar durante dos temporadas la NCAA División I con los Creighton Bluejays, desde 2020 a 2022. 
El 6 de noviembre de 2020, se rompió un ligamento cruzado anterior en un entrenamiento, lo que lo obligó a perderse la temporada.

### Profesional
El 27 de noviembre de 2022, fichó por el UCAM Murcia CB de la Liga Endesa.
El 4 de septiembre de 2023, rescinde su contrato con UCAM Murcia CB.
El 3 de enero de 2024, llega a prueba a las filas del Casademont Zaragoza  de la Liga ACB, club al que se incorpora definitivamente. Jugó 10 partidos entre liga y Copa Europea y, al acabar la temporada el 22 de mayo de 2024, es despedido.
El 28 de octubre de 2024 firmó un contrato por tres semanas con el VEF Riga de la LBL letona, para reemplazar a Dairis Bertāns durante su lesión. El 30 de noviembre se anunció su fichaje por el Obradoiro, club de Primera FEB.

### Selección nacional
En 2017, con apenas 16 años debuta con la Selección de baloncesto de Georgia. 
En septiembre de 2022 disputó con el combinado absoluto georgiano el EuroBasket 2022, disputanto 5 encuentros y finalizando en vigesimoprimera posición.
Durante agosto y septiembre de 2023 fue integrante de la selección de Georgia que participó en el Mundial de 2023 celebrado en Asia, y que finalizó en decimosexto lugar.